# Micadina brevioperculina
Micadina brevioperculina är en insektsart som beskrevs av Wen-Xuan Bi 1992. Micadina brevioperculina ingår i släktet Micadina och familjen Diapheromeridae. Inga underarter finns listade i Catalogue of Life.